# 미사쿠보 유우마
《미사쿠보 유우마》는 일본 애니메이션 《괴담 레스토랑》에 등장하는 등장인물이다. 한국어 더빙판에서는 이재진으로 로컬라이징되었다.

## 소개
성우 - 카와하라 요시히사 / 김광국